# Spinea
Spinea – miejscowość i gmina we Włoszech, w regionie Wenecja Euganejska, w prowincji Wenecja.
Według danych na rok 2004 gminę zamieszkiwało 24 512 osób, 1634,1 os./km².

## Współpraca
- Veroli, Włochy